# Sauvigny-les-Bois
Sauvigny-les-Bois is een gemeente in het Franse departement Nièvre (regio Bourgogne-Franche-Comté). De plaats maakt deel uit van het arrondissement Nevers. Sauvigny-les-Bois telde op 1 januari 2022 1.413 inwoners.

## Geografie
De oppervlakte van Sauvigny-les-Bois bedroeg op 1 januari 2022 29,64 vierkante kilometer; de bevolkingsdichtheid was toen 47,7 inwoners per km².

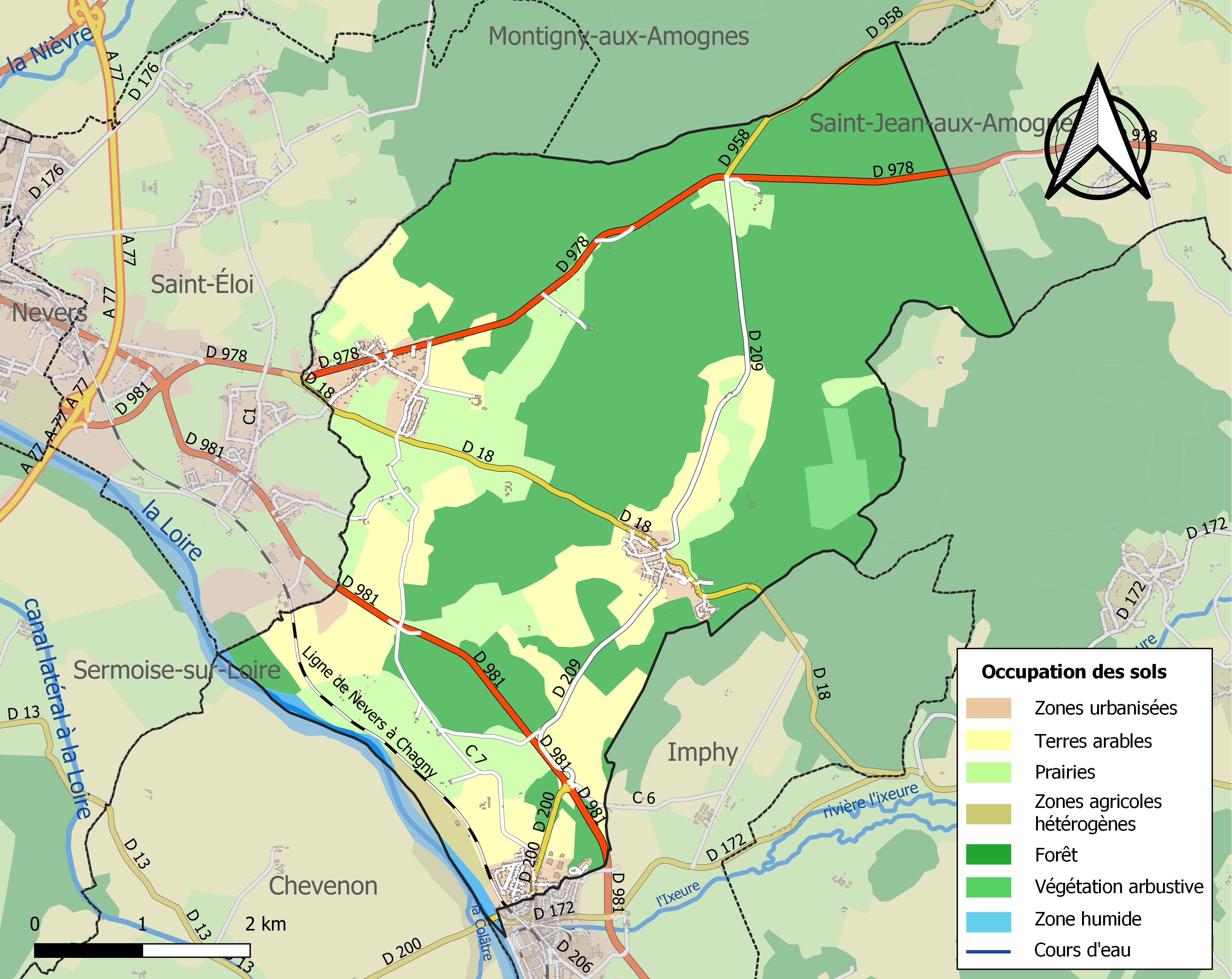
Kaart van de gemeente met de belangrijkste infrastructuur, bodemgebruik en omliggende gemeenten

## Demografie
Onderstaande figuur toont het verloop van het inwonertal (bron: INSEE-tellingen).